# Municipio Palenque
Koordinaten: 17° 30′ N, 91° 54′ W
Palenque ist ein Municipio im mexikanischen Bundesstaat Chiapas. Das Municipio hat etwa 111.000 Einwohner und eine Fläche von 2897 km². Verwaltungssitz und größter Ort im Municipio ist das gleichnamige Palenque.
Die archäologische Stätte Palenque sowie der Nationalpark Palenque liegen im Gebiet des Municipio Palenque.

## Geographie
Das Municipio Palenque liegt im Nordosten des mexikanischen Bundesstaats Chiapas auf Höhen bis zu 900 m. Es zählt zu 53 % zur physiographischen Provinz der Sierra Madre de Chiapas und zu 47 % zu den südlichen Küstenebenen des Golfs von Mexiko und liegt gänzlich in der hydrologischen Region Grijalva-Usumacinta. Die Geologie des Municipios wird zu 37 % von Kalkstein bestimmt bei 36 % Sandstein und 16 % Sandstein-Lutit; vorherrschende Bodentypen sind der Leptosol (23 %), Luvisol (21 %), Cambisol (16 %), Gleysol (15 %), Regosol (13 %) und Phaeozem (12 %). Etwa 55 % der Gemeindefläche sind Weideland, 39 % sind bewaldet.
Das Municipio Palenque grenzt an die Municipios Catazajá, La Libertad, Chilón, Ocosingo und Salto de Agua sowie an den Bundesstaat Tabasco und die Republik Guatemala.

## Bevölkerung
Beim Zensus 2010 wurden im Municipio 110.918 Menschen in 25.263 Wohneinheiten gezählt. Davon wurden 45.412 Personen als Sprecher einer indigenen Sprache registriert, darunter 29.432 Sprecher des Chol und 13.164 Sprecher des Tzeltal. Knapp 19 Prozent der Bevölkerung waren Analphabeten. 36.146 Einwohner wurden als Erwerbspersonen registriert, wovon 80 % Männer bzw. 1,7 % arbeitslos waren. 38,5 % der Bevölkerung lebten in extremer Armut.

## Orte
Das Municipio Palenque umfasst 694 bewohnte localidades, von denen nur der Hauptort vom INEGI als urban klassifiziert ist. Sechs der Orte wiesen beim Zensus 2010 eine Einwohnerzahl von über 1000 auf, 525 Orte hatten weniger als 100 Einwohner. Die größten Orte sind:
| Ort                        | Einwohner |
| Palenque                   | 42.947    |
| Río Chancalá               | 02.156    |
| Doctor Samuel León Brindis | 01.320    |
| Agua Blanca Serranía       | 01.263    |
| Arimatea                   | 01.251    |
| Profesor Roberto Barrios   | 01.173    |
| Bajadas Grandes            | 00.991    |